# Oxynoemacheilus bureschi
Oxynoemacheilus bureschi ist eine benthische Süßwasserfischart der Gattung Oxynoemacheilus aus der Familie der Bachschmerlen (Nemacheilidae). Die Art wurde im Jahr 1928 beschrieben und kommt in Nordmazedonien, Griechenland und Bulgarien vor. Sie wurde nach dem bulgarischen Zoologen Iwan Buresch benannt.

## Merkmale
Wie alle Arten der Gattung Oxynoemacheilus haben die Tiere einen langgestreckten, schlanken Körper mit grau-gelber Grundfärbung und unregelmäßigen Flecken entlang der Körperflanken. Das Maul ist unterständig und von 6 Barteln umgeben. Die Schwanzflosse ist bei Oxynoemacheilus bureschi im Gegensatz zu manchen anderen Arten dieser Gattung gegabelt. Der Schwanzstiel ist 1,9–2,3 mal so lang wie breit. Der Augendurchmesser beträgt 21–26 % der Kopflänge und ist damit im Verhältnis größer als bei den anderen europäischen Arten. Die Männchen besitzen einen Unteraugenlappen, der bei anderen europäischen Arten der Gattung fehlt. Ferner besitzt die Art einen Processus dentiformes, der bei anderen Arten Europas ebenfalls fehlen kann. Die Tiere erreichen eine Standardlänge von bis zu 6,5 cm.

## Verbreitung und Ökologie
Oxynoemacheilus bureschi kommt in den Einzugsgebieten der Struma, dem Vardar und dem Nestos vor, die in das Ägäische Meer entwässern. Sie leben in Fließgewässern mit kiesigem oder steinigem Substrat und halten sich häufig in Stromschnellen auf. Dort suchen die benthischen Tiere mit ihren Barteln den Boden nach Wirbellosen ab, von denen sie sich ernähren. Die Laichzeit fällt in den Juni.

## Gefährdung
Die Art wird von der IUCN als „nicht gefährdet“ (LC = Least Concern) eingestuft. Als Gefährdung werden Kanalisierung, anthropogene Veränderung der Flussmorphologie, Wasserentnahme, Verschmutzung und die Errichtung von Staudämmen genannt. Es liegen allerdings kaum Daten über die Populationsgrößen dieser Art vor.